# Hostal Pimodán
Hostal Pimodán es el segundo álbum del grupo Lori Meyers, lanzado en 2005 en España. Al año siguiente, el grupo firmó un nuevo contrato discográfico con La Incubadora, bajo cuyo sello se publicó una reedición, que incluía un disco extra.

## Lista de canciones
1. "Hostal Pimodán" - 4:32
2. "Dilema" - 3:20
3. "El aprendiz" - 2:28
4. "El mejor de sus trabajos" - 4:57
5. "L.A." - 3:48
6. "El viajero del tiempo" - 4:07
7. "El gallo ventrílocuo" - 5:14
8. "Sus nuevos zapatos" -3:26
9. "Caravana" - 3:04
10. "Desayuno con diamantes" - 4:48
11. "Hostal Pimodán II" - 1:39
12. "La pequeña muerte" - 3:57